# (3425) Hurukawa
(3425) Hurukawa (1929 BD) – planetoida z pasa głównego asteroid okrążająca Słońce w ciągu 5 lat i 72 dni w średniej odległości 3 j.a. Została odkryta 29 stycznia 1929 roku w Landessternwarte Heidelberg-Königstuhl w Heidelbergu przez Karla Reinmutha. Nazwa planetoidy pochodzi od Kiichirō Furukawy (Hurukawy), japońskiego astronoma. Przed nadaniem nazwy planetoida nosiła oznaczenie tymczasowe (3425) 1929 BD.